# Чинекьойський напис

Поширення лувійської мови, показано фіолетовим.

Чинекьойський напис — стародавній двомовний напис, написаний ієрогліфічною лувійською та фінікійською мовами. Напис датовано другою половиною VIII століття до нашої ери. Він був виявлений у 1997 році поблизу села Чине, яке розташоване приблизно в 30 км на південь від Адани, столиці провінції Адана (давня Кілікія) на півдні Туреччини .
Про знахідку вперше було повідомлено та описано в 1999 році , а перше видання напису було опубліковано в 2000 році  Важливі доповнення до тлумачення напису були зроблені в 2007,  2012,  2015,  і 2017 роках 
Інший важливий напис того ж типу відомий як Каратепський напис, який був відомий раніше. Обидва ці написи відображають царів стародавньої Адани з "дому Мопсоса " (ієрогліфічною лувійською як Мукса, а фінікійською як Мопсос у формі mps). Він був легендарним царем античності.

## Фон
Об'єкт, на якому знайдено напис, є пам'ятником богу бурі Тархунзі . Автором напису був правитель, відомий як Уріккі в ассирійських текстах, що еквівалентно War(a)ika в лувійській мові. Залишається дискусійним питання, чи це та сама особа, що й Авар(і)ку каратепського напису, чи інша.   Він був васальним царем Куве (ассирійська назва), в сучасній Кілікії . Лувійською мовою цей регіон був відомий як «Хіява». 
У цьому монументальному написі Уріккі згадав про відносини між своїм царством і його ассирійськими правителями. Крім того, у фінікійській версії напису Аваріку стверджує, що побудував 15 фортець у своєму царстві.  У лувійській версії того ж напису те саме речення неправильно витлумачено як посилання на знищення фортець. 

## Сирія як лувійське позначення Ассирії

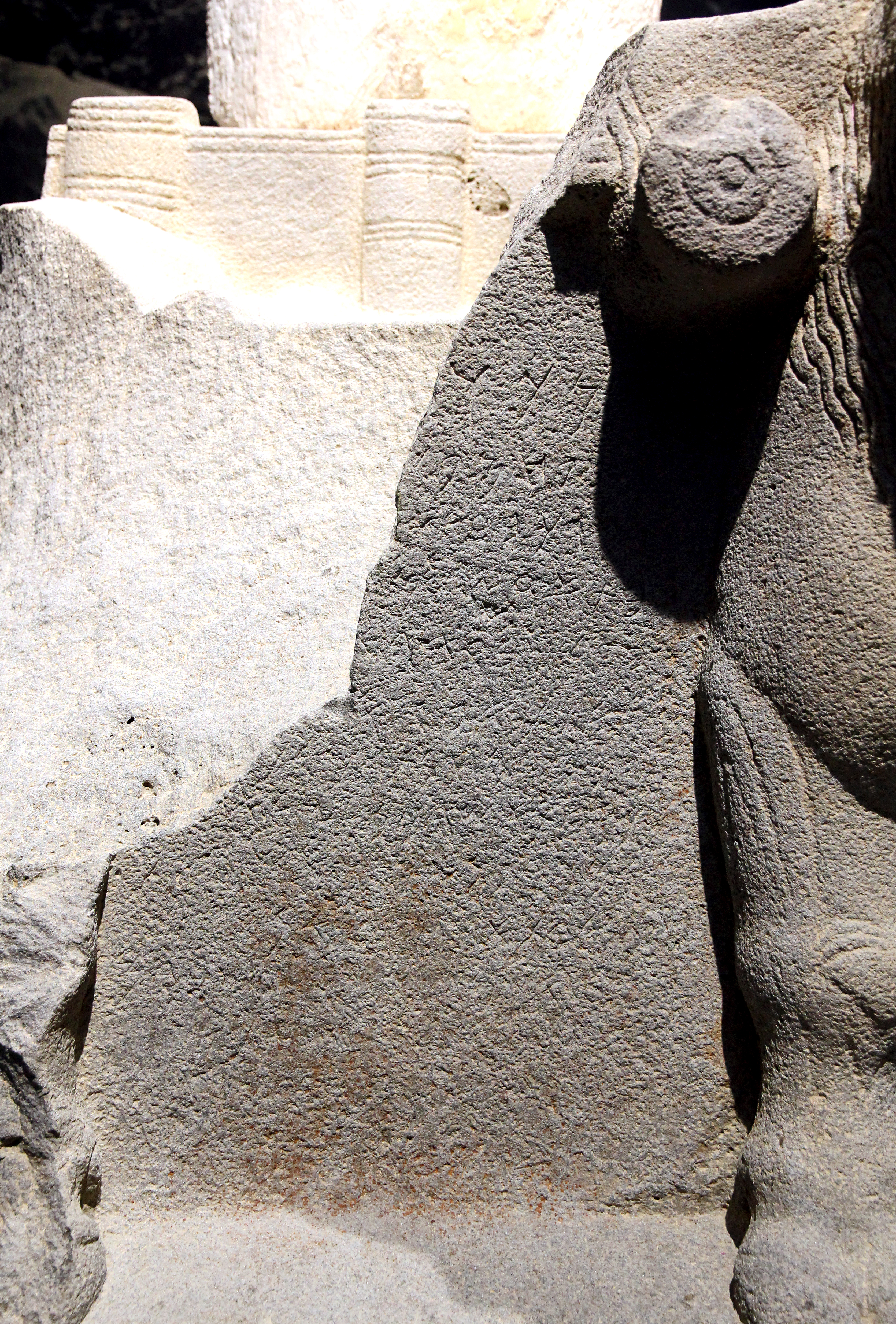
Фінікійський напис

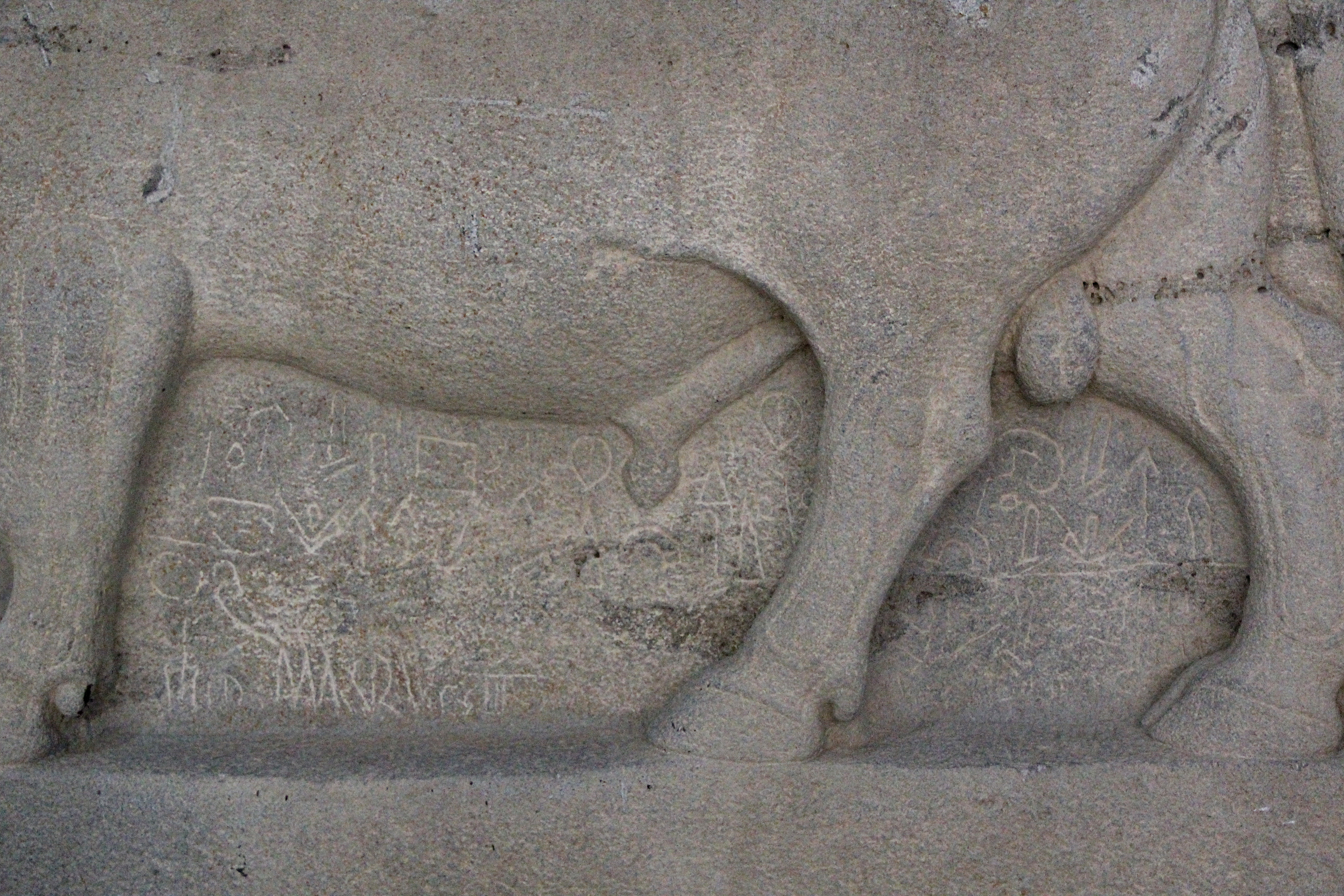
Частина чинекьойського напису в Археологічному музеї Адани

Чинекьойський Напис має особливе значення для визначення походження (етимології) терміна Сирія, питання, яке обговорювалося серед вчених з 1871 року, коли Теодор Нельдеке запропонував лінгвістичне пояснення, засноване на похідності Сирії від Ассирії .  Це пояснення знайшло підтримку більшості вчених. Відкриття чинекьойського напису надало додаткові докази прямого зв'язку між термінами Сирія та Ассирія . У фінікійській частині напису згадується ʾŠR (Ашшур), а також ʾŠRYM(ассирійці), тоді як лувійський розділ розповідає той самий зміст за допомогою SU-RA/i(Сирія). Аналізуючи напис, історик Роберт Роллінгер зазначив у 2006 році, що лувійська частина є переконливим доказом початкового використання терміна Сирія як синоніму Ассирії, таким чином вирішуючи питання.  
Розглянута частина фінікійського напису говорить:
І цар [Ашшуру та (?)]
весь «дім» Ашшура ('ŠR) був для мене батьком [і]
мати, і DNNYM, і ассирійці (’ŠRYM)
були єдиним «домом».
Відповідний розділ лувійського напису говорить:
§VI І потім, ассирійський цар (su+ra/i-wa/i-ni-sa(URBS)) і весь ассирійський «Дім» (su+ra/i-wa/i-za-ha(URBS)) стали для мене батьком і матір'ю,

§VII і Хіява та Ассирія (su+ra/i-wa/i-ia-sa-ha(URBS)) були зроблені одним «Домом».
Зважаючи на науковий консенсус щодо тлумачення термінів Сирія/Ассирія в чинекьойському написі, деякі дослідники також проаналізували подібні терміни, які з'являються в інших сучасних написах, запропонувавши деякі додаткові тлумачення.     